# Peter Oliver Hansen
Peter Oliver Hansen (født 12. december 1967) er en dansk skuespiller og tv-vært.
Hansen er uddannet fra skuespillerskolen ved Odense Teater i 1995. Han var en overgang vært for sit eget børneprogram på DR, Olivers Lørdagshytte, ligesom han for nylig har medvirket i Gu'skelov du kom på TV3. Han har også haft roller på Det Kongelig Teater, Grønnegårds Teatret, Folketeatret og Teatret ved Sorte Hest.

## Teater
- Ain't Misbehavin, Vendsyssel Teater (2017)
- Når katten er ude..., Comedieteatret (2012)
- Tartuffe, Grønnegårds Teatret (2012)
- Dæmoner, Østre Gasværk Teater (2012)
- Den Gerrige, Det Kongelige Teater (2011)
- Mamma Mia!, Tivoli (2010)

## Filmografi
- Bertram og Co. (2002)
- Askepop - the movie (2003)
- Hvem du end er (2004)
- Familien Gregersen (2004)
- Fidibus (2006)
- Vikaren (2007)
- Far til fire - på hjemmebane (2008)
- Karla og Jonas (2010)

## Tv-serier
- Gufol mysteriet (julekalender) (1997)
- Skjulte spor (2000)
- Hotellet (2002)
- Ørnen (2004)
- Maj & Charlie (2008)
- 2900 Happiness (2008)